# Идрија при Бачи
Идрија при Бачи (словен. Idrija pri Bači, итал. Idria della Baccia) је насељено место у општини Толмин, Горишка регија, Словенија.

## Историја
До територијалне реорганизације у Словенији била је у саставу старе општине Толмин.

## Становништво
У попису становништва из 2011. године, Идрија при Бачи је имала 290 становника.
| Број становника према пописима | Број становника према пописима | Број становника према пописима |
| ------------------------------ | ------------------------------ | ------------------------------ |
| 1991                           | 2002                           | 2011                           |
| 315                            | 313                            | 290                            |